# Serekunda
Serekunda (també anomenada Serrekunda) és la primera ciutat de Gàmbia, situada a la regió de Kanifing, a pocs quilòmetres al sud de Banjul. Té 218.790 habitants (2005) i és el centre econòmic del país. Està comunicada amb la capital per carretera i també té bona comunicació amb l'àrea costanera, on es concentren els hotels per a turistes.
Hi ha un important mercat que concentra el comerç de tota la regió costanera, però la ciutat no disposa de llocs destacats. Prop de Serekunda es troba el parc natural d'Abuko, amb molta vegetació autòctona i alguns animals (mones, antílops, guineus...).
Va sorgir al segle xx de la unió de quatre pobles i rep el nom dels serer.